# Рета
Рета (њем. Rötha) град је у њемачкој савезној држави Саксонија. Једно је од 41 општинског средишта округа Лајпциг. Према процјени из 2010. у граду је живјело 3.978 становника. Посједује регионалну шифру (AGS) 14729370.

## Географски и демографски подаци
Рета се налази у савезној држави Саксонија у округу Лајпциг. Град се налази на надморској висини од 128 метара. Површина општине износи 17,9 km². У самом граду је, према процјени из 2010. године, живјело 3.978 становника. Просјечна густина становништва износи 222 становника/km².